# Poa almasovii
Poa almasovii är en gräsart som beskrevs av Golub. Poa almasovii ingår i släktet gröen, och familjen gräs. Inga underarter finns listade i Catalogue of Life.